# 泰贊尼·巴班基達
泰贊尼·巴班基達，（英語：Tijani Babangida，1973年9月25日），尼日利亞职业足球运动员，现已退役，他是一個尼日利亞其中一個著名球員。
在生涯的後期，巴班基達曾到中超球會長春亞泰效力。

## 外部連結
- Nigerian Players profile
- 泰贊尼·巴班基達 – FIFA國際賽競賽紀錄 (存檔)